# 白颐路
白石桥至颐和园公路，通称白颐路，是中国北京市海淀区多段道路的总称，自东南向西北包括中关村南大街、中关村大街、中关村北大街（一小部分）、海淀路、颐和园路。该道路的历史最早可追溯至清朝时期。20世纪70年代以来白颐路多次扩建，现为北京市海淀区的重要主干道。其中中关村大街部分路段限速70公里每小时，双向八车道；海淀路部分路段限速40公里每小时，双向两车道；颐和园路部分路段限速50-70公里每小时，双向二至四车道。

## 历史
清朝康熙年间，西直门至畅春园建有御道，该御道起始于西直门外的护城河桥，向北经高梁桥、广通寺、慈献寺至大柳树村（后演变成高梁桥斜街）后，在魏公村向西北延伸，经皇庄（黄庄）南、双关帝庙、海淀南小街和南大街至清梵寺，再到畅春园。
雍正、乾隆年间，御道又向西北延长，北至圆明园，西至清漪园（颐和园）。
1936年，宋哲元驻军北平后开辟从西直门向西至白石桥，再由白石桥向北至海淀黄庄的柏油路，称“西颐路”，这也是后来白颐路的雏形。
20世纪50年代，白颐路被改造为主干道，南段在文化大革命期间曾称“文革路”，后改回白石桥路一名。最初该道路只有6、7米宽。
20世纪70年代，白颐路被扩建为10米宽的道路。1982年，白颐路被扩建为双向四车道的公路，公路隔离带和两旁被种满了白杨树。
1997年3月到10月，白颐路再一次被扩宽改造，升级为双向八车道＋两条自行车道的主干道路。今天的道路格局就此形成。

## 布局规划
白颐路在四环路以南的路段商业比较繁华，尤其是中关村一带。沿线建筑也相对现代化。道路周围有多处知名学府及商业建筑、景点等，包括北京大学、中国人民大学、北京理工大学、中央民族大学、中国国家图书馆、北京市第一零一中学、中国人民大学附属中学、颐和园、中关村广场等。

## 交通情况
在白颐路全线中，中关村一桥以南路段车流量较大。此外该道路有多条北京公交线路途径。白颐路全线除海淀路和颐和园路在北京一零一中校门以南路段外均与北京地铁4号线并线。

## 延长线列表

### 北延长线列表
- 中关村北大街
- 信息路
- 红山路

### 东延长线列表
- 清华西路

### 西延长线列表
- 香山路

### 南延长线列表
- 首都体育馆南路
- 苏州街